# گدارگه
روستای گدارگه از توابع شهرستان کوهدشت و استان لرستان می‌باشد. این روستا در ۶۱ کیلومتری شمال غربی شهرستان کوهدشت واقع شده‌است و در مجاورت درهٔ باستانی شیرز قرار گرفته‌است. گدارگه دارای ۱۲۳ خانوار و شامل ۷۵۲نفر می‌باشد. ساکنین این منطقه عموماً لک زبان بوده و دارای رسوم و فرهنگهای خاصی می‌باشند. درآمد این اهالی از طریق کشاورزی دیم و دامداری تأمین می‌شود.